# Caphys arizonensis
Caphys arizonensis är en fjärilsart som beskrevs av Munroe 1970. Caphys arizonensis ingår i släktet Caphys och familjen mott. Inga underarter finns listade i Catalogue of Life.